# Tanah Datar (Kunto Darussalam)
Tanah Datar is een bestuurslaag in het regentschap Rokan Hulu van de provincie Riau, Indonesië. Tanah Datar telt 1460 inwoners (volkstelling 2010).